# Хозяйка (телесериал)
«Хозяйка» (укр. Хазяйка) — украинский телесериал 2016 года. Телевизионная премьера состоялась 1 февраля 2016 года, показ завершился 10 марта. Слоган: «Одна шахта. Одна хазяйка. Одне життя» (рус. Одна шахта. Одна хозяйка. Одна жизнь).

## Синопсис
Мать-одиночка Наташа Суворова вместе со своим отцом работает на градообразующем предприятии города Аниканово — угольной шахте «Алмазная». После внезапной смерти владельца предприятия Шамиля, оно переходит в руки его жены Алины Хмелевской, ставшей «хозяйкой» города. Из-за смерти отчима домой из Киева возвращается старший сын Алины-Александр Хмелевский.

## Актёры и персонажи
- Екатерина Варченко — Наталья Суворова, мать Егора (сын от Кирилла Плахотнюка; 1—24 серии).
- Елена Стефанская — Алина Сергеевна Хмелевская, вдова Шамиля, мать Александра и Максима Хмелевских, бабушка Егора (1—22 серии. Умерла от яда в 23 серии).
- Сергей Радченко — Александр Хмелевский, старший сын Алины, крестник Анатолия (1—24 серии).
- Марк Дробот — Максим Хмелевский, младший сын Алины, брат Александра, муж Анны (1—8 серии. Погиб во время взрыва на шахте «Алмазная»).
- Софья Недич — Валентина Хмелевская, дочь Шамиля от первого брака, падчерица Алины, сводная сестра Александра и Максима Хмелевских (1—24 серии).
- Александра Перепелица — Анна, жена Максима и старшая дочь мэра Аниканово, невестка Алины (1—24 серии).
- Анна Кошмал — Екатерина, младшая дочь Эдуарда Владимировича, мэра Аниканово, бывшая жена Александра Хмелевского, младшая сестра Анны (1-24 серии).
- Владимир Горянский — Анатолий Васильевич Плахотнюк, народный депутат Украины, отец Кирилла Плахотнюка, бывший муж Инны и дедушка Егора (1—24 серии).
- Александр Попов — Кирилл, сын Анатолия Плахотнюка и Инны, отец Егора (сын от Натальи Суворовой), прокурор Аниканово, крестник Алины (1—24 серии).
- Александр Игнатуша — Пётр Иванович Суворов, отец Натальи, дедушка Егора (1—8 серии. Погиб во время взрыва на шахте «Алмазная»).
- Станислав Боклан — Сергей Андреевич Радченко, следователь Генеральной прокуратуры Украины.
- Юрий Горбунов — Виктор Владимирович Гнатюк, эколог, преподаватель Наташи
- Александр Гетьманский — Эдуард Владимирович, мэр Аниканово, отец Анны и Екатерины, муж Виктории (1—24 серии).
- Ирина Мельник — Марина, жена Петра Суворова

## Озвучивание
- Лидия Муращенко
- Ольга Радчук
- Евгений Синчуков
- Сергей Могилевский
- Андрей Твердак
- Александр Погребняк

## Производство
Сериал является адаптацией мексиканская теленовеллы La Patrona 2013 года. Над сценарием с осени 2014 года работала сценарная группа под руководством писателя Ирины Черновой (известной под литературным псевдонимом Люко Дашвар). Автором саундтрека «Сдаться ты всегда успеешь» стал Егор Солодовников, исполнила его украинская певица Тина Кароль.
Фильм был создан принадлежащим телеканалу 1+1 производственной компанией «1+1 продакшн», съёмки начались в конце марта 2015 года. Было снято 24 серии, хотя оригинал содержал 120 оригинальных эпизода.
Сериал вышел в телеэфир 1 февраля 2016 года. В апреле стало известно о продаже прав на адаптацию сериала в Казахстан.

## Рейтинги
В первую неделю средний рейтинг и доля сериала составили 3,65 % и 10,08 % (второе место среди сериалов) Показатели финальной недели 3,48 % и 10,10 % помогли ему занять первое место среди сериалов,
Средняя доля основного показа сериала «Хозяйка» составила 14,6 %, что позволило продукту стать лидером в своем слоте. Общая аудитория сериала «Хозяйка» превысила 24,5 млн украинцев (4+, вся Украина). Последние несколько недель сериал возглавлял ТОП рейтинговых продуктов будничного дня на украинском телевидении. Рейтинг последней серии по аудитории 18-54 (вся Украина) составила 19,5 %.

## Оценки
По мнению украинского журналиста и писателя Андрея Кокотюхи, в «Хозяйке» отображены украинские социальные реалии. Положительный отклик вызвал акцент сценаристов на тему борьбы за собственное достоинство, что по его мнению отличает произведение от российских аналогов.